# Xi2 Librae
Xi2 Librae är en orange jätte i Vågens stjärnbild. Den går även under Flamsteed-beteckningen 15 Librae.
Xi2 Librae har visuell magnitud +5,45 och är svagt synlig för blotta ögat vid normal seeing.